# Clarisse Nicoïdski
Clarisse Nicoïdski, née Clarisse Abinun le 9 août 1938  et morte le 23 décembre 1996 à Étampes, est une écrivaine française.

## Biographie
Clarisse Abinun est née dans 6e arrondissement de Lyon, au sein d'une famille juive originaire de Bosnie (Sarajevo). Elle est la sœur du peintre Jacques Abinun.
En 1955, elle découvre le Maroc et l’Afrique du Nord. Elle épouse le peintre Robert Nicoïdski. Ils sont les parents de l'écrivain Louis Sanders.
Son autobiographie romancée de Modigliani, sa biographie de Soutine et son Histoire des femmes peintres ont été remarquées. Ses œuvres ont été traduites en plusieurs langues (espagnol, anglais, allemand, etc.).
Clarisse Nicoïdski était membre du comité de rédaction des Nouveaux cahiers. Elle a donné des conférences et 
communications dans diverses universités en France et à l’étranger. Elle était professeur d'anglais.
Haïm Vidal Séphiha lui consacre un chapitre intitulé « Clarisse Nicoïdski, la dernière poétesse judéo-espagnole » dans Homenaje a Mathilde Pomès : « Dans la chaîne des écrivains judéo-espagnols, Clarisse Nicoïdski représente la génération de l'occupation nazie, la chasse à l'homme, la chasse aux Juifs, qu'elle a connue tout enfant (voir son excellent roman Couvre-feux), les soubresauts et heurts, les grandes peurs, la recherche permanente de nouveaux refuges, dont elle a été le témoin. Avec les yeux, le cœur et l'esprit d'une enfant, elle les a vécus et sentis comme une série de "Jeux interdits" ».

## Citation
- « La peinture a toujours habité mon écriture. »

## Œuvres

### Études
- Soutine ou la Profanation, Paris, J.-C. Lattès, 1993. Réédition, EST-Samuel Tastet Éditeur, 2023, 304 p.  (ISBN 9782868180827).
- Une histoire des femmes peintres des origines à nos jours, Paris, J.-C. Lattès, 1994.

### Romans
- Le Désespoir tout blanc, Paris, Le Seuil, 1968 (mis en scène une première fois par Daniel Mesguich en 1988 au Théâtre Gérard-Philipe de Saint-Denis).

- Prix Jules et Louis Jeanbernat 1968 de l’Académie française.
- La Mort de Gilles, Paris, Mercure de France, 1970.
- La Nuit verte, Paris, Mercure de France, 1972  (ISBN 271520969X).
- La Balle Dum Dum, Paris, La Table Ronde, 1976  (ISBN 2710322935).
- Les Voyages de Gabriel, Paris, Mercure de France, 1971.
- Le Trou de l'aiguille, Paris, Mercure de France, 1973  (ISBN 2715210108).
- Lus ojus las manas la boca, Eyes Hands Mouth, Sephardic poems, Braad editions, 1978.
- Couvre-feux, Paris, Ramsay, 1981.
- Amadeo Modigliani : autobiographie imaginaire, Paris, Plon, 1989.
- Le Train de Moscou, Paris, Flammarion, 1989.
- Guerres civiles, Paris, Payot, 1991.
- Rumeurs dans la salle des profs.
- Milord, Paris, Mercure de France, 1996, coll. Bleue,  (ISBN 2715219199).
- Le Désespoir tout blanc, Paris, Joëlle Losfeld, 2000, coll. Arcanes; Paris, Gallimard, 2003  (ISBN 2844120423), mis en scène une première fois par Daniel Mesguich en 1988 au Théâtre Gérard-Philipe de Saint-Denis.
- Raphaël, je voulais te dire …
- Ann Boleyn, œuvre créée en 1993 à La Métaphore dans une mise en scène de Daniel Mesguich.
- Frères de sang.
- Les Amants.

### Romans érotiques
- Le Pot de miel, Paris, Mercure de France, 1991, coll. "Le Mercure galant",  (ISBN 2715217145).
- La Ruche, Éditions Blanche.

### Livret d’opéra
- Les Cerveaux de feu

### Articles
- « Dans la semi-indifférence du petit matin », Nouveaux cahiers, n° 76, 1984, pp. 16-18 (sur l'arrestation de Klaus Barbie).